# Anke Wichmann
Anke Wichmann née le 25 août 1975 à Stendal, est une coureuse cycliste professionnelle allemande.

## Biographie
Anke Wichmann commence le cyclisme à l'âge de huit ans. Elle est tout d'abord une spécialiste de la piste. En 1992 et 1993, elle termine troisième des championnats du monde de poursuite individuelle juniors. En 1997, elle est deuxième des championnats d'Europe de poursuite individuelle. Elle obtient divers accessits dans les championnats nationaux de poursuite individuelle et de course aux points. En 1998, 2002 et 2003, elle remporte le titre en course aux points. Elle suit une formation de physiothérapeute.
Jusqu'en 2004, elle fait partie de l'équipe de l'armée fédérale allemande, elle devient par la suite professionnelle. Elle se tourne alors vers la route. En 2008, elle remporte la troisième étape du Holland Ladies Tour et le contre-la-montre par équipe du Tour de Toscane.
Après son retrait des compétitions, elle exerce son métier de physiothérapeute et de masseuse au sein d'équipes cyclistes.

## Palmarès sur piste

### Championnats du monde
- Athènes 1992
  -  Médaillée de bronze de la poursuite individuelle juniors
- Perth 1993
  -  Médaillée de bronze de la poursuite individuelle juniors

### Championnats d'Europe
- 1997
  - 2e de la poursuite individuelle espoirs

### Championnats d'Allemagne
- 1993
  - 3e de la poursuite individuelle juniors
- 1994
  - 2e de la poursuite individuelle
- 1995
  - 3e de la poursuite individuelle
- 1996
  - 3e de la poursuite individuelle
- 1998
  -  Championne d'Allemagne de course aux points
  - 2e de la poursuite individuelle
- 1999
  - 2e de la poursuite individuelle
- 2000
  - 2e de la poursuite individuelle
  - 3e de la course aux points
- 2001
  - 2e de la poursuite individuelle
  - 3e de la course aux points
- 2002
  -  Championne d'Allemagne de course aux points
  - 2e de la poursuite individuelle
- 2003
  -  Championne d'Allemagne de course aux points
  - 3e de la poursuite individuelle

## Palmarès sur route
- 2003
  - 3e des championnats d'Allemagne du contre-la-montre
- 2008
  - 1re étape de l'Holland Ladies Tour
  - 1re étape du Tour de Toscane (contre-la-montre par équipes)